# Ахмет, Филиз
Фили́з Ахме́т (тур. Filiz Ahmet) — турецкая актриса театра и кино.

## Биография
Филиз Ахмет родилась 15 апреля 1981 года в столице Республики Македонии. В период Боснийской войны Филиз вместе со всей своей семьёй переехала в Швецию. В этой стране девушка поступила в медицинский лицей и стала специалистом в сфере медицинского образования. Вернувшись в родной город Скопье, Филиз решила пойти по стопам своего знаменитого деда Люфтю Сейфуллаха, который является известным театральным деятелем. Она поступила в Академию Изящных Искусств и училась там до 2003 года. Помимо этого, актриса обучалась в Турецкой театральной Консерватории, в которой она до сих пор продолжает работать.
Филиз владеет в совершенстве турецким, македонским, албанским, шведским, английским, сербским и немного болгарским. После того, как смотреть «Великолепный век» начали зрители не только в Турции, но и за её пределами, у актрисы появились поклонники по всему миру.

## Карьера
Первым дебютом Филиз в кино стал Македонский мини-сериал «Соблазн». Филиз Ахмет приобрела популярность в Турции, благодаря сериалу «Прощай, Румелия», который вышел на канале Star TV в 2007 году. Она снялась в таких турецких фильмах, как «Гол моей жизни», «Ребята другого района», «Жаль». Вскоре, после того, как актриса сыграла Галину в телесериале «Балканская свадьба», ей предложили роль Нигяр-калфы в историческом фильме «Великолепный век». После окончания съёмок в «Великолепном веке» Филиз получила положительные оценки кино-критиков. Также Филиз снялась в фильме «Книга счастливой семьи». В 2014 году она получила эпизодическую роль в фильме «Береги меня».
На данный момент актриса снимается в турецком сериале «Зеркало моей души», который транслируется каждый вторник на телеканале FOX TV.

## Фильмография
| Год       |   | Русское название                | Оригинальное название    | Роль        |
| --------- | - | ------------------------------- | ------------------------ | ----------- |
| 2016      | ф | Бесконечная любовь              | Sonsuz Ask               |             |
| 2016—2017 | с | Песня жизни                     | Hayat Şarkısı            | Нургюль     |
| 2014      | с | Зеркало моей души               | Ruhumun Aynası           | Гюльпаре    |
| 2014      | ф | Береги меня                     | Kendime iyi bak          | сестра Ешым |
| 2014      | ф | Женское дело. Ограбление банка. | Kadın İşi: Banka Soygunu | Бильге      |
| 2011—2013 | с | Великолепный век                | Muhteşem Yüzyıl          | Нигяр-калфа |
| 2009      | ф | Балканская свадьба              | Balkan düğünü            | Галина      |
| 2008      | ф | Ребята другого района           | Baska semtin çocuklari   | Бейза       |
| 2008      | ф | Любовное затмение               | Aşk Tutulması            | фармацевт   |
| 2007—2009 | с | Прощай Румелия                  | Elveda Rumeli            | Зарифе      |
| 2005      | ф | Жаль                            | Gazel                    |             |
| 2003      | с | Соблазн                         | Заведени                 |             |

## Награды
- В 2014 году победила в номинации «Лучшая комедийная актриса» за роль в фильме «Женское дело. Ограбление банка»[8].